# Ledra laevis
Ledra laevis är en insektsart som beskrevs av Walker 1851. Ledra laevis ingår i släktet Ledra och familjen dvärgstritar. Inga underarter finns listade i Catalogue of Life.